# Fort Traugutta Cytadeli Warszawskiej
Fort Traugutta, Fort im. Romualda Traugutta – jeden z fortów Cytadeli Warszawskiej.

## Opis
Wzniesiona w latach 30. XIX wieku Cytadela spełniała głównie funkcje więzienne, mając niewielkie możliwości rzeczywistej obrony miasta. Z tego powodu bardzo szybko przystąpiono do budowy kolejnych umocnień, wysuniętych przed Cytadelę.
Fort Traugutta nosił pierwotnie nazwę Aleksieja, a następnie Berga. Został wzniesiony w latach 1847–1849 i zmodernizowany w latach 1864–1874. Początkowo fort składał się z dużej, ceglanej działobitni. W czasie modernizacji uzupełniono go o umocnienie ceglano-ziemne w formie lunety (dzieła o dwóch czołach, z otwartą szyją). Otaczała je sucha fosa broniona przez kaponiery.
We wrześniu 1939 w forcie miał swoje stanowisko pluton obrony przeciwlotniczej.
Obecnie fort znajduje się na terenie parku im. Janusza Kusocińskiego, wydzielonego z parku im. Romualda Traugutta. Jest jedynym z umocnień wokół Cytadeli, które zachowało części swojego układu ziemnego.
W 1965 Fort Traugutta został wpisany do rejestru zabytków.